# Исправино
Исправино — деревня в Вологодском районе Вологодской области.
Входит в состав Сосновского сельского поселения, с точки зрения административно-территориального деления — в Сосновский сельсовет.
Расстояние по автодороге до районного центра Вологды — 23 км, до центра муниципального образования Сосновки — 3,5 км. Ближайшие населённые пункты — Горбово, Молитвино, Киндеево.
По данным переписи в 2002 году постоянного населения не было.